# Urumyobia aurata
Urumyobia aurata är en tvåvingeart som beskrevs av Townsend 1934. Urumyobia aurata ingår i släktet Urumyobia och familjen parasitflugor. Inga underarter finns listade i Catalogue of Life.